# Live at the Aragon
Live at the Aragon — концертный CD/DVD-альбом сладж-метал группы Mastodon. Он был выпущен 15 марта 2011 года. Записан 17 октября 2009 года во время концертного выступления Mastodon в историческом бальном зале Aragon в Чикаго, в рамках их мирового турне в поддержку своего четвертого альбома Crack the Skye. На нём целиком представлен Crack the Skye, а также другие песни Mastodon с их первых трёх альбомов: Remission, Leviathan и Blood Mountain соответственно. Для продвижения альбома группа выпустила концертные версии «Oblivion», «Ghost of Karelia» и «Crack the Skye» на YouTube. DVD также содержит фильм Crack the Skye, который полностью является видеоальбомом.

## Отзывы критиков
Том Юрек из Allmusic описал живое выступление, заявив: «Импровизации или спонтанности практически нет — чего нет ни здесь, ни там [на студийном альбоме] — потому что то, что Mastodon делает в музыкальном плане, очень впечатляет. Здесь убедительно демонстрируются все их резкие паузы, буквально разгром гитарных ладов, запутанные, перемалывающие пальцы  риффы и техническая проницательность». Он также добавил, что «"чистый" вокал группы вживую разочаровывает: ни Брент Хайндс, ни Трой Сандерс, ни Брэнн Дейлор не попадают в ноты ни в одной песне. Учитывая, что тексты песен, акцентируемые вокалом, является сейчас неотъемлемой частью группы, это приводит в смятение, находясь на грани фола».

## Список композиций
Слова и музыка всех песен — Mastodon, за исключением дополнительного текста на «Aqua Dementia» и «Crack the Skye» авторства Скотт Келли и «The Bit» авторства Базза Озборна и Дейла Кровера.
| №                   | Название                                                                | Вокал                                    | Длительность |
| ------------------- | ----------------------------------------------------------------------- | ---------------------------------------- | ------------ |
| 1.                  | «Oblivion»                                                              | Брэнн Дейлор, Трой Сандерс, Брент Хайндс | 6:31         |
| 2.                  | «Divinations»                                                           | Хайндс, Сандерс, Дейлор                  | 3:43         |
| 3.                  | «Quintessence»                                                          | Хайндс, Сандерс                          | 5:13         |
| 4.                  | «The Czar - I. "Usurper" - II. "Escape" - III. "Martyr" - IV. "Spiral"» | Хайндс, Сандерс                          | 10:42        |
| 5.                  | «Ghost of Karelia»                                                      | Сандерс, Хайндс                          | 5:24         |
| 6.                  | «Crack the Skye»                                                        | Сандерс, Дейлор                          | 6:07         |
| 7.                  | «The Last Baron»                                                        | Хайндс, Сандерс                          | 15:55        |
| 8.                  | «Circle of Cysquatch»                                                   | Сандерс, Хайндс                          | 3:04         |
| 9.                  | «Aqua Dementia»                                                         | Хайндс, Сандерс                          | 4:22         |
| 10.                 | «Where Strides the Behemoth»                                            | Сандерс, Хайндс, Билл Келлихер           | 2:52         |
| 11.                 | «Mother Puncher»                                                        | Сандерс, Келлихер                        | 4:16         |
| 12.                 | «The Bit» (Melvins cover)                                               | Хайндс, Сандерс                          | 5:31         |
| Общая длительность: | Общая длительность:                                                     | Общая длительность:                      | 73:40        |

## Участники записи
- Трой Сэндерс — вокал, бас-гитара
- Брент Хайндс — вокал, соло-гитара
- Билл Келлихер — ритм-гитара, бэк-вокал, сэмплирование
- Брэнн Дэйлор — ударные, вокал
- Дэрек Митчка — клавишные на треках 1-7